# Oud Ootmarsum
Oud Ootmarsum (Nedersaksisch: Oald Oatmöske) is een dorp in de gemeente Dinkelland, in de Nederlandse provincie Overijssel. Het dorp ligt tegen de kern Ootmarsum aan en behoorde voor de gemeentelijke herindeling tot de gemeente Denekamp, ondanks de naam. Oud Ootmarsum is een klein boerendorp gelegen nabij natuurgebied Springendal. Door Oud Ootmarsum loopt een grote straat (Laagsestraat) en dit is de rode draad in het dorp. Oud Ootmarsum telde op 1 januari 2023 310 inwoners en staat bekend om het klootschieten dat hier in de omtrek wordt beoefend; het dorpje kent de grootste klootschietersvereniging van het land en heeft een eigen baan voor deze sport.

## Buurtschappen
Oud Ootmarsum kent verschillende buurtschappen waaronder: Postelhoek (bestaande uit Achterpostel en Voorpostel), Ottershagen en Nutter. De traditionele bouwstijl in het gebied is een variant van de stijl van de hallenhuisboerderijen.

## Afbeeldingen

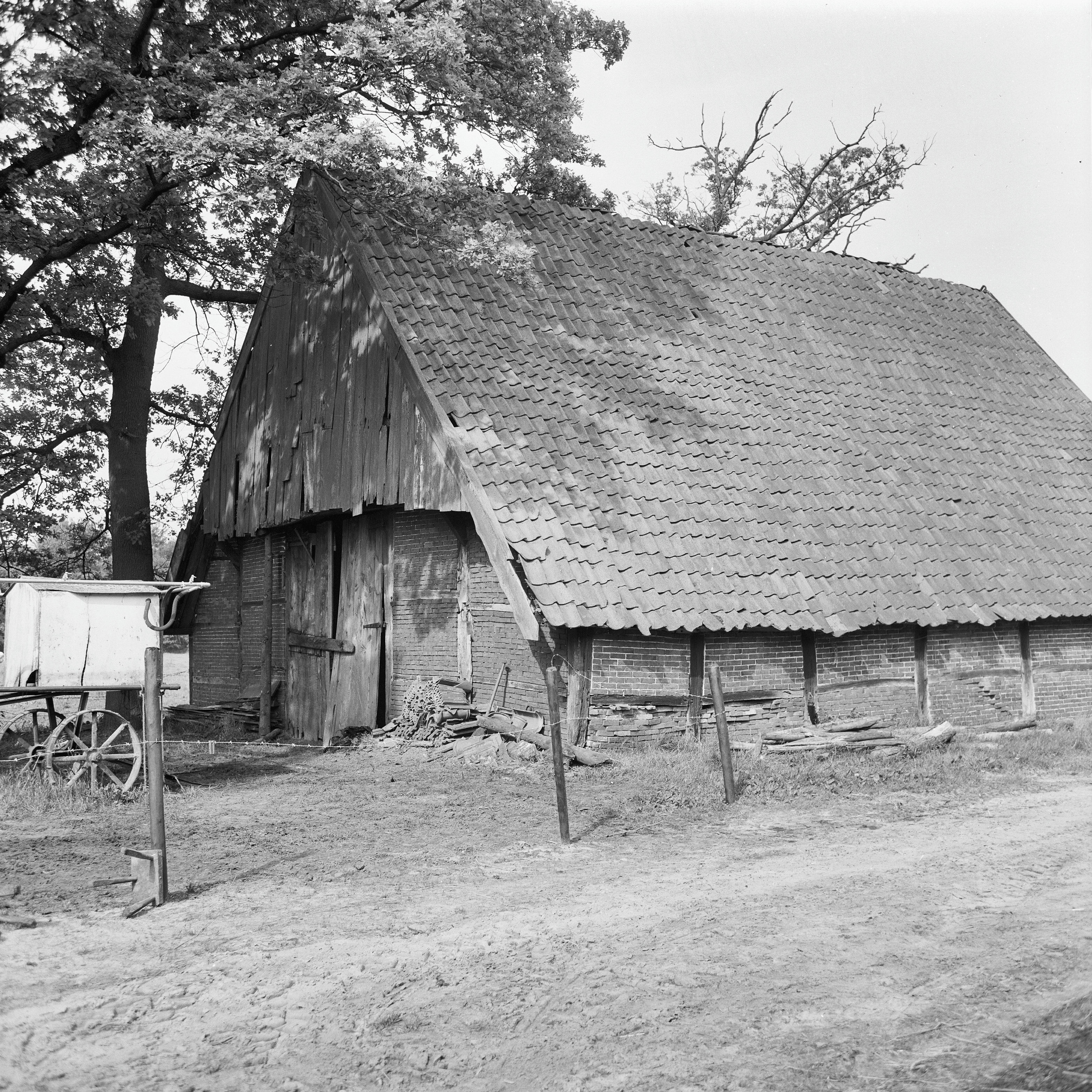
Oude schuur
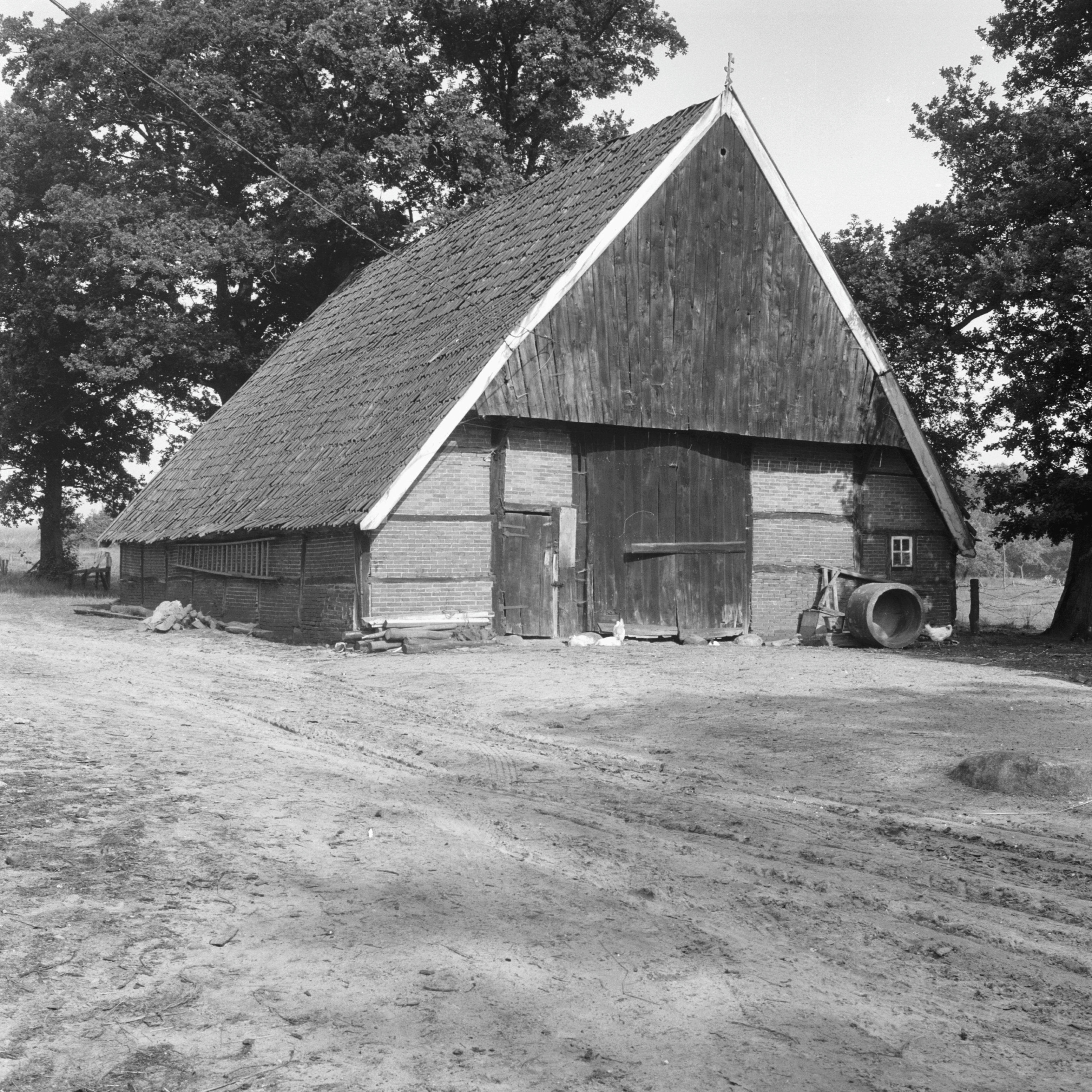
Vakwerkschuur
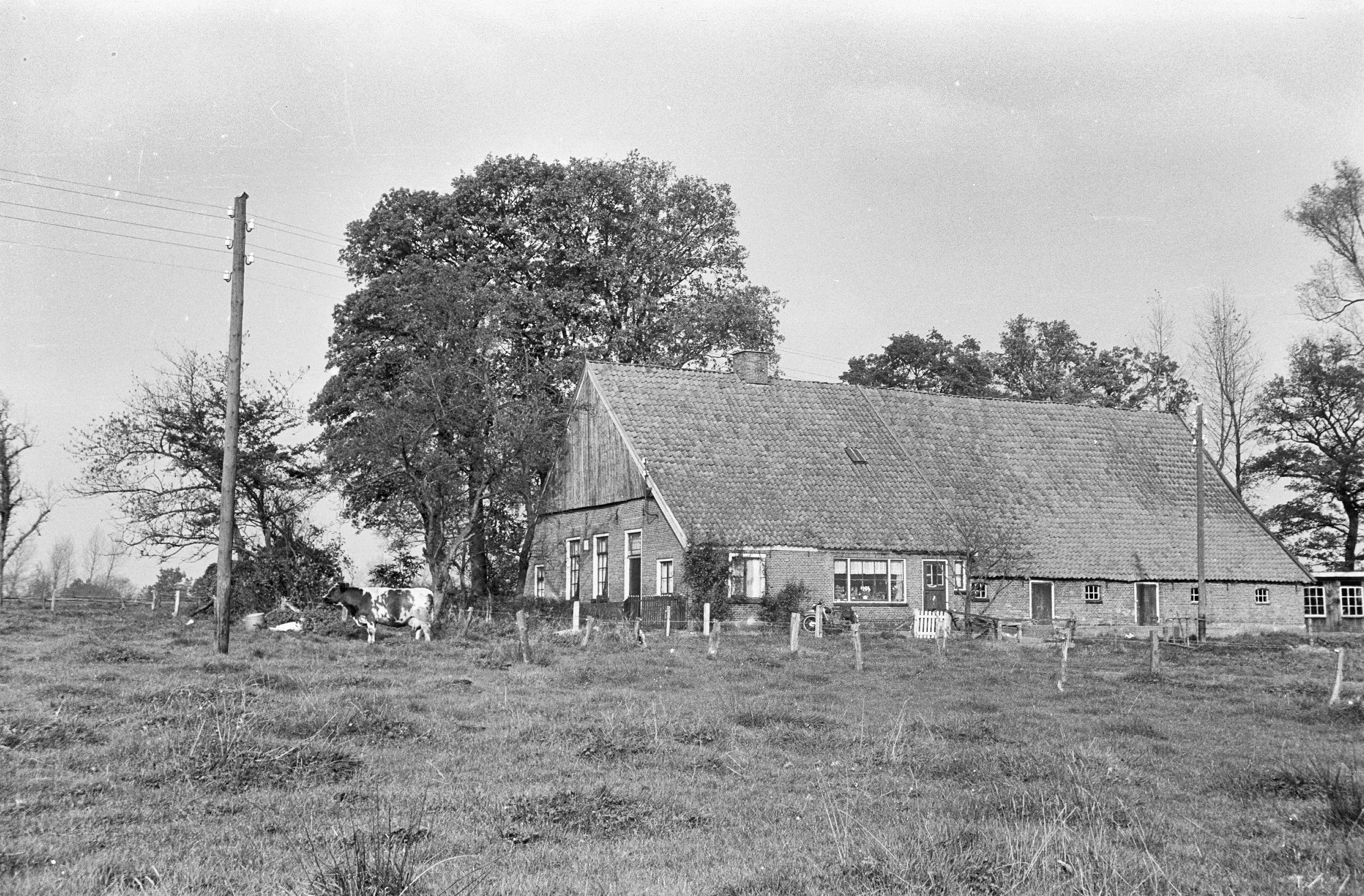
Boerderijtje
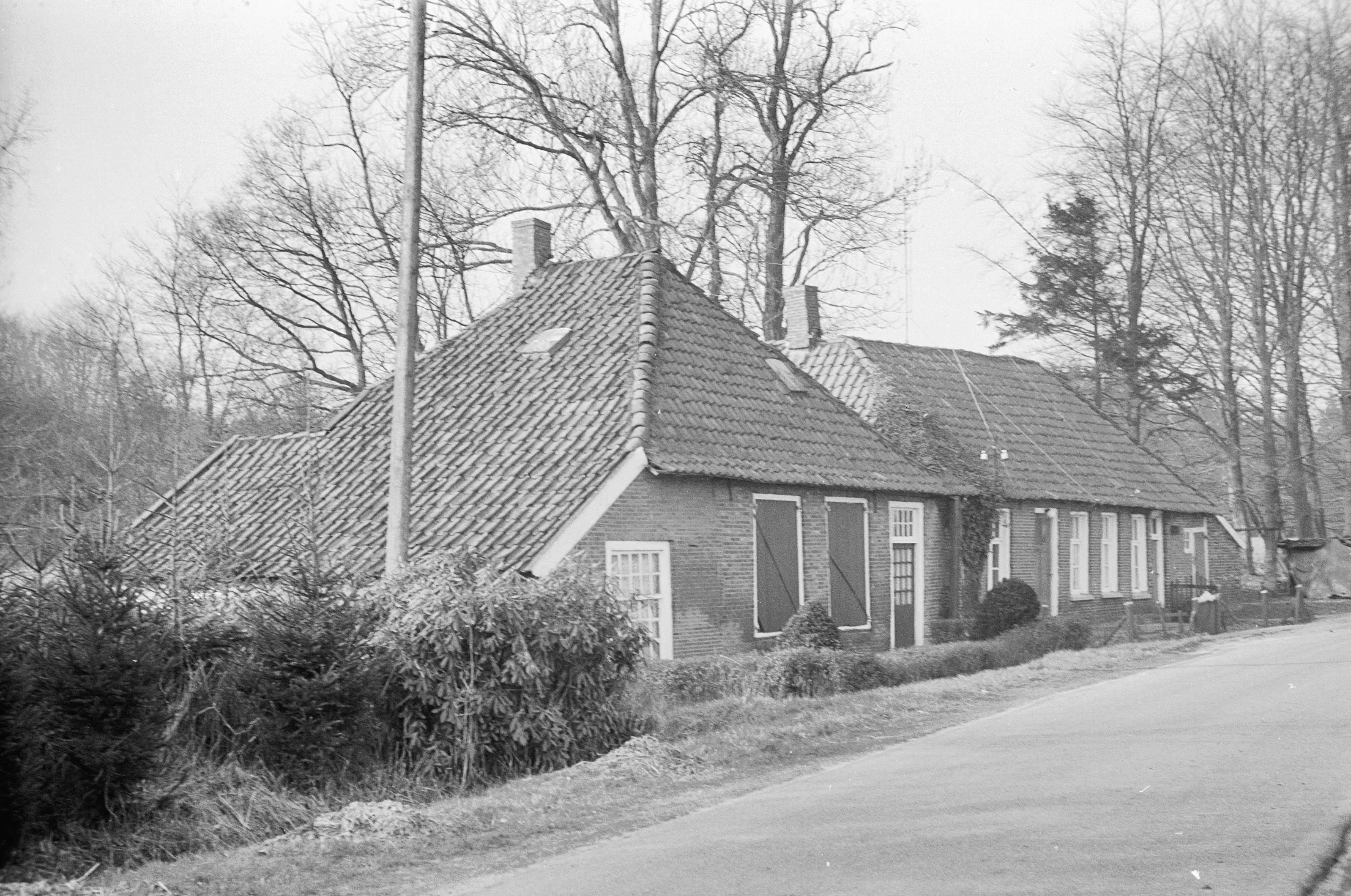
Voormalige watermolen